# Thackerville
Thackerville är en kommun (town) i Love County i Oklahoma. Orten har fått namn efter bosättaren Zachariah Thacker. Vid 2010 års folkräkning hade Thackerville 445 invånare.